# Floé Kühnert
Floé Kühnert (ur. 6 marca 1984 w Ulm) – niemiecka lekkoatletka specjalizująca się w skoku o tyczce.

## Osiągnięcia
- srebro mistrzostw świata juniorów młodszych (Bydgoszcz 1999)
- złoty medal mistrzostw świata juniorów (Kingston 2002)
- srebro mistrzostw Europy juniorów (Tampere 2003)
- srebrny medal młodzieżowych mistrzostw Europy (Erfurt 2005)

W 2004 reprezentowała Niemcy podczas igrzysk olimpijskich w Atenach, występ zakończyła na eliminacjach.
Jej trenerem był Leszek Klima.

## Rekordy życiowe
- skok o tyczce – 4,41 (2002)
- skok o tyczce (hala) – 4,30 (2003)